# Altscheid
Ne doit pas être confondu avec Alscheid.
Altscheid est une municipalité allemande située dans le land de Rhénanie-Palatinat et l'arrondissement d'Eifel-Bitburg-Prüm.